# Маленький древолаз
Маленький древолаз или пумилио (лат. Oophaga pumilio) — маленькая тропическая лягушка из семейства древолазов.

## Описание
Длина 17—24 мм. Кожа относительно гладкая. Спина ярко-красного цвета с небольшими чёрными пятнами. Ноги обычно чёрного или чёрно-синего цвета. Живот красного цвета, иногда красно-синего, коричневого или белого.
Икринки откладываются на листья группами по 3—17 яиц. Самцы охраняют их 5—15 дней, пока они не разовьются в головастиков. Затем самка относит их в водосодержащие пазухи древесных растений, таких как бромелиевые, и оставляет в этих мини-бассейнах головастиков поодиночке. Периодически она возвращается к головастикам и откладывает неоплодотворённые икринки, которые служат головастикам пищей. Самка в состоянии поддерживать существование до 6 головастиков. Через 6—8 недель, когда лягушата достигают длины 11 мм, они покидают воду.
Взрослые особи питаются в основном муравьями, но едят и других мелких насекомых и пауков. Токсины, содержащиеся в муравьях, концентрируются в кожных железах, превращаясь в смертельный яд.
Яркая окраска имеет несколько назначений. Во-первых, она предупреждает хищников, что амфибия ядовита. Во-вторых, яркие самцы защищают свою территорию сильнее, и тем раньше реагируют на появление конкурента, чем он ярче. В-третьих, самки выбирают более ярких самцов.
Древолазы могут существовать только во влажной среде. Они передвигаются в тени по земле или по ветвям низких кустарников. Подвижные и ловкие лягушки делают короткие прыжки и только в исключительных случаях останавливаются и замирают на месте. Присоски на пальцах их лапок помогают удерживаться на растениях.

## Распространение
Встречаются в тропических лесах Карибского побережья Центральной Америки, от Никарагуа до Панамы, до 960 м от уровня моря.